# Basler Börse

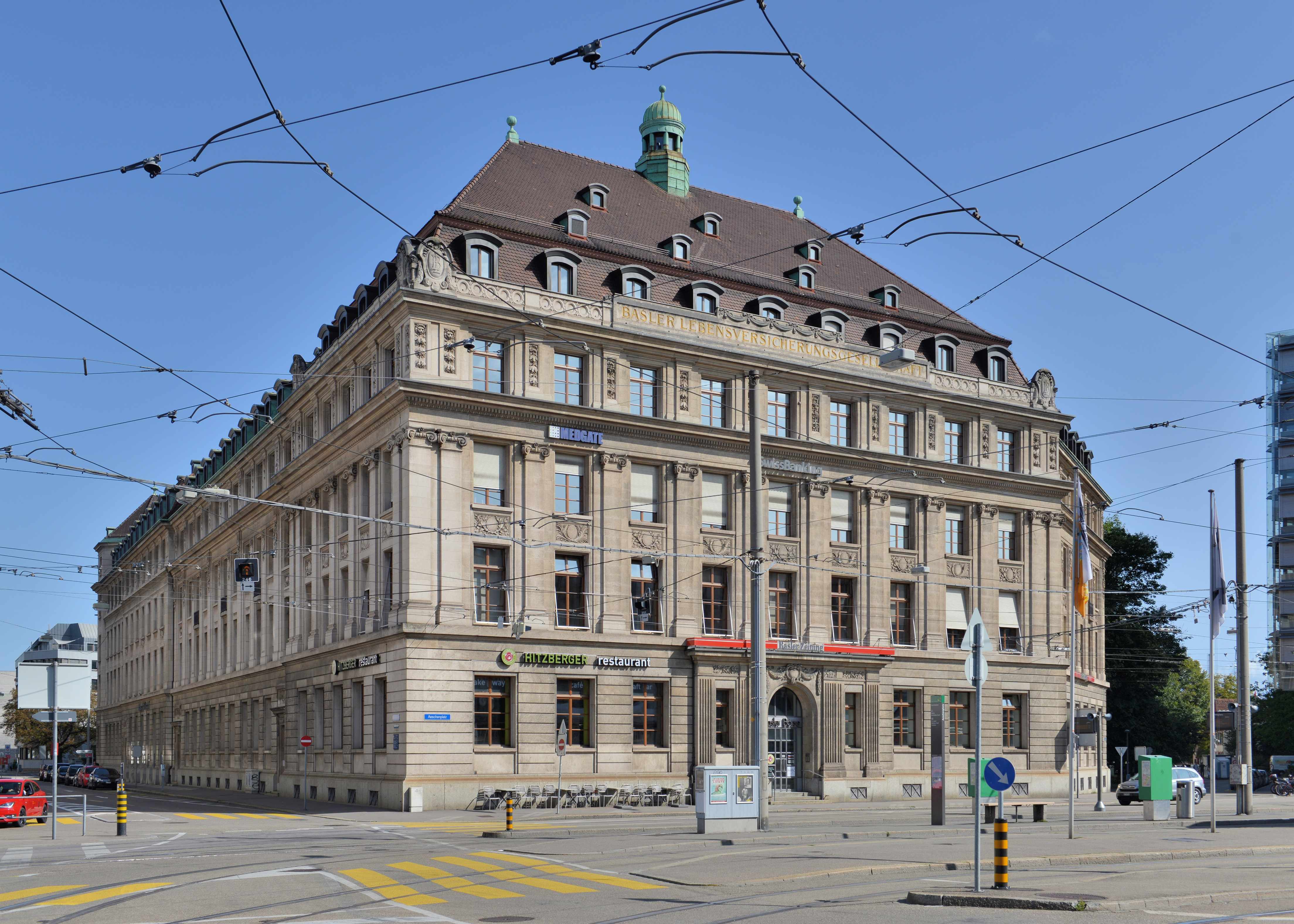
Alte Börse am Aeschenplatz

Die Basler Börse (auch Börse Basel oder Basel Stock Exchange) war von 1866 bis 1993 eine Wertpapierbörse in Basel in der Schweiz.

## Geschichte
Die Basler Börse verlor ihre Eigenständigkeit und gab ihren Namen auf, als sie mit der SIX Swiss Exchange fusionierte. Das Börsengebäude Basel steht nach wie vor am Aeschenplatz.
Die Börse hatte zwei Standorte: die Alte Börse am Aeschenplatz aus dem Jahr 1866 und das neuere Gebäude an der Marktgasse aus dem Jahr 1906. Beide Gebäude werden heute gebräuchlich als Alte Börse bezeichnet. Der Betrieb im Gebäude der Basler Börse wurde 1998 eingestellt.